# Levy Mwanawasa
Levy Patrick Mwanawasa (Mufulira, 3 de Setembro de 1948 — Paris, 19 de Agosto de 2008) foi um advogado, político e presidente de Zâmbia, de 2002 até sua morte em 2008.
Mwanawasa nasceu em Mufulira, e foi o segundo de 10 irmãos. Formou-se em direito pela Universidade da Zâmbia, e trabalhou para várias firmas de advogados de 1974 a 1978, quando criou o seu próprio escritório, Mwanawasa & Company. Em 1985 Mwanawasa foi nomeado Procurador-Geral no governo zambiano, regressando à actividade privada em 1986. O Presidente Frederick Chiluba nomeou-o vice-presidente em Dezembro de 1991.

## Vida política
Atendendo ao seu perfil, pensava-se que iria suceder ao presidente Kenneth Kaunda. Antes da convenção do seu partido em 1990, foi insistentemente convidado a ser o candidato do Movimento para o Multipartidarismo – Partido Democrático (MMD), tendo no entanto recusado o convite, alegando a sua inexperiência e juventude. Concorreu e aceitou um lugar no novo parlamento. A 8 de Dezembro de 1991 sofreu um grave acidente de viação no qual quase morreu, tendo sofrido múltiplas fracturas. Ficou hospitalizado durante vários meses na África do Sul e permaneceu com uma ligeira deficiência na fala.

## Vice-presidente
Mwanawasa foi Vice-Presidente até 1994, quando resignou, alegando a existência de forte corrupção e desvio de poder por parte de alguns seus colegas de governo. Em 1996 tentou, sem sucesso, derrotar o presidente Chiluba nas eleições para a presidência do seu partido governamental, retirando-se da política.

## Eleições de 2001
Em Agosto de 2000, o Comité Nacional Executivo do MMD escolheu-o como seu candidato às eleições presidenciais de 2001. Foi eleito no dia 27 de Dezembro, com apenas 29% dos votos nas primeiras eleições multipartidárias, suplantando 10 outros candidatos, incluindo dois vice-presidentes. Tendo assumido a presidência a 2 de Janeiro de 2002, os resultados eleitorais foram legalmente contestados, havendo suspeitas de que o verdadeiro vencedor teria sido Anderson Mazoka, que obtivera oficialmente 27% dos votos. Observadores nacionais e internacionais confirmaram a existência de várias irregularidades no processo eleitoral. Tendo três candidatos requerido ao Supremo Tribunal a anulação das eleições, aquele órgão judicial, concordando com a existência de irregularidades, sentenciou em 2005 que as mesmas não teriam tido influência no resultado final.
Em 2005 o presidente, Mwanawasa pediu desculpas por falhar em retirar o país da pobreza. Cerca de 75% da população vive com menos de 1 dólar americano por dia, o indicador das Nações Unidas para a pobreza absoluta.

## Eleições de 2006
Mwanawasa concorreu a um segundo mandato nas eleições de 28 de Setembro de 2006. Michael Sata, seu principal oponente, foi derrotado, Mwanawasa obtendo 43% dos votos. Rubian Banda foi nomeado vice-presidente.

## Saúde
Em 29 de Junho de 2008, no decorrer da assembleia da União Africana no Egito, Mwanawasa sofreu uma trombose e foi internado num hospital de Paris, França. No dia 3 de Julho foi noticiada a sua morte, mas desmentida  oficialmente pelo governo zambabiano.
Mas em 19 de Agosto de 2008, faleceu após um infarto. Após sua morte foi sucedido por Rupiah Banda.